# Euchoeca nebulata
Espèce
La Cidarie de l'Aulne (Euchoeca nebulata) est une espèce de lépidoptères de la famille des Geometridae.
On le trouve dans l'écozone paléarctique.
La longueur de ses ailes antérieures est de 23 à 25 mm. Il vole de mai à septembre suivant les régions.
Sa larve vit sur les bouleaux et les aulnes.